# Granicznik (grzyb)
Lobaria (Schreb.) Hoffm. (granicznik) – rodzaj grzybów z rodziny granicznikowatych (Lobariaceae). Ze względu na współżycie z glonami zaliczany jest do porostów.

## Systematyka i nazewnictwo
Pozycja w klasyfikacji według Index Fungorum: Lobariaceae, Peltigerales, Lecanoromycetidae, Lecanoromycetes, Pezizomycotina, Ascomycota, Fungi.
Synonimy naukowe: Lichen sect. Lobaria Schreb., Lobariomyces E.A. Thomas, 
Pulmonaria Hoffm., Reticularia Baumg., Ricasolia De Not., Ricasoliomyces E.A. Thomas ex Cif. & Tomas., Stictomyces E.A. Thomas ex Cif. & Tomas:
Nazwa polska według W. Fałtynowicza.

## Niektóre gatunki
- Lobaria linita (Ach.) Rabenh. 1845[4] – granicznik lśniący
- Lobaria amplissima (Scop.) Forssell 1883 – granicznik tarczowy
- Lobaria hartmannii (Müll. Arg.) Zahlbr. 1925
- Lobaria pallida (Hook. f.) Trevis. 1869
- Lobaria pulmonaria (L.) Hoffm. 1796 – granicznik płucnik
- Lobaria retigera (Bory) Trevis. 1869
- Lobaria scrobiculata (Scop.) P. Gaertn. 1805 – granicznik tarczownicowy
- Lobaria virens (With.) J.R. Laundon 1984 – granicznik wykwintny

Wykaz gatunków (nazwy naukowe) na podstawie Index Fungorum. Obejmuje on wszystkie gatunki występujące w Polsce i niektóre inne. Nazwy polskie według W. Fałtynowicza oraz ustawy o ochronie gatunkowej grzybów z 2014 r.